# Infanterie allemande

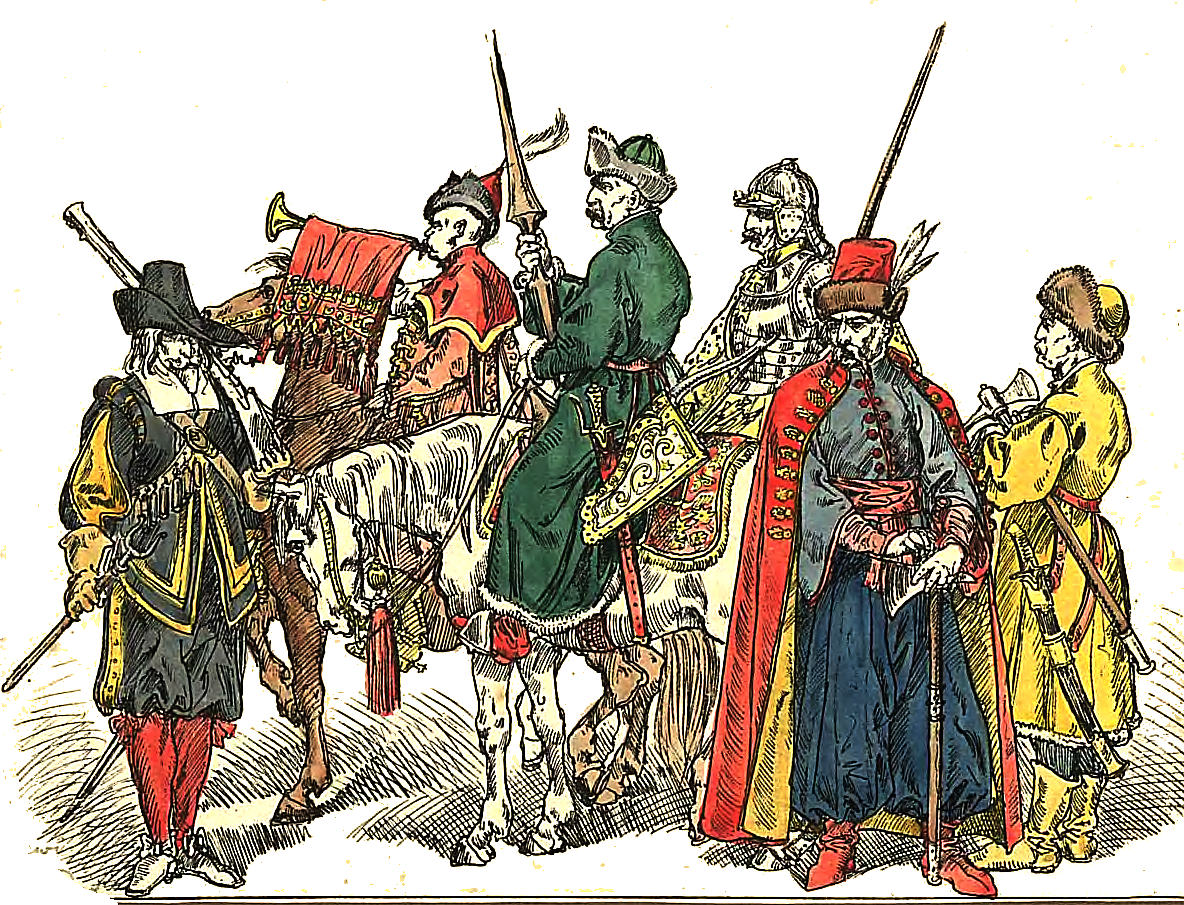
Soldats polonais du XVIIe siècle. Le premier en partant de la gauche est un mousquetaire étranger.

L'Infanterie allemande (ou tout simplement les « Allemands » ; en polonais piechota niemiecka ou Niemcy) était une infanterie d'origine étrangère, créée dans le cadre de la réforme de l'armée de la République des Deux Nations sous le règne de Ladislas IV Vasa en 1633, organisée sur le modèle allemand et utilisant principalement des armes à feu. Leur homologue et prototype en Occident était le corps des lansquenets.
Les fantassins étrangers étaient enrôlés principalement dans les différents États du Saint-Empire, entraînés selon les modèles allemands. L'armée polono-lituanienne (pl) n'avait généralement pas besoin (et ne recrutait donc pas) de piquiers, car ils n'étaient pas nécessaires pour protéger les régiments d'infanterie — ils étaient généralement protégés des attaques ennemies par la supériorité numérique de la cavalerie polonaise.
Dans certains cas, c'était des soldats polonais qui étaient incorporés aux bataillons d'infanterie allemande, et seul le commandement restait allemand.
L'infanterie allemande était organisée en régiments (de 900 à 1 800 soldats). Ces unités se composaient d'un État-major et d'une douzaine de compagnies qui comprenaient entre 100 et 170 soldats. L'état-major d'un grand régiment se composait généralement d'un lieutenant-colonel (oberszterlejtnant), d'un major, d'un quartier-maître, d'un secrétaire, d'un auditeur, d'un aumônier, d'un sergent (commandant des gardes), d'un feldsher, d'un prévôt (commandant du régiment), d'un commandant de train, d'un tambour du régiment, et éventuellement de quelques autres personnes (prévôts adjoints, musiciens, etc.). Chaque compagnie comprenait en outre un capitaine, un lieutenant, un enseigne, un armurier, un médecin de campagne, deux sergents, un fourrier chargé du ravitaillement, trois caporaux, plusieurs tambours et éventuellement un commis de compagnie.
Les soldats étaient équipés de rapières (ou de sabres, si les soldats étaient recrutés à l'intérieur des frontières polonaises) et de mousquets d'un calibre de 12 à 18 millimètres, pesant de 6 à 7 kilogrammes. La charge de poudre nécessaire pour tirer un coup était de 41 grammes. Les mousquets avaient un canon plus long que les arquebuses, ce qui leur permettait d'avoir une plus grande portée. En raison du poids de cette arme, une fourche était également nécessaire pour viser et tirer.
La tactique de ce type d'armée était la contre-marche (en) — une ligne de soldats s'avançait, tirait, puis, après avoir tiré, reculait pour recharger son mousquet, et sa place était prise par la ligne suivante, tirant à son tour, et ainsi de suite. Cette solution était plus lente que les attaques de feu, car les mousquetaires avaient besoin de plus d'espace et de temps (pour positionner leur fourche-support notamment). Malgré cela, les unités d'infanterie allemande étaient plus nombreuses que celles d'infanterie hongroise ou polonaise, car il s'agissait généralement d'unités déjà prêtes et entraînées.
L'infanterie mercenaire écossaise, équipée en outre de hallebardes spécifiques, combattait parfois en petit nombre au service polonais. Les régiments d'infanterie recrutés en Angleterre et en Écosse ne comptaient généralement pas plus de 200 à 300 soldats.
Dans la défense des zones frontalières contre les Tatars, l'infanterie mercenaire ne jouait généralement qu'un rôle mineur, se bornant généralement à défendre les places fortes — ce en raison de la vitesse de déplacement de la horde, que l'infanterie ne pouvait pas suivre.